# Jean Mouzat
 (octobre 2021).
La mise en forme du texte ne suit pas les recommandations de Wikipédia : il faut le « wikifier ».
Les points d'amélioration suivants sont les cas les plus fréquents. Le détail des points à revoir est peut-être précisé sur la page de discussion.
- Les titres sont pré-formatés par le logiciel. Ils ne sont ni en capitales, ni en gras.
- Le texte ne doit pas être écrit en capitales (les noms de famille non plus), ni en gras, ni en italique, ni en « petit »…
- Le gras n'est utilisé que pour surligner le titre de l'article dans l'introduction, une seule fois.
- L'italique est rarement utilisé : mots en langue étrangère, titres d'œuvres, noms de bateaux, etc.
- Les citations ne sont pas en italique mais en corps de texte normal. Elles sont entourées par des guillemets français : « et ».
- Les listes à puces sont à éviter, des paragraphes rédigés étant largement préférés. Les tableaux sont à réserver à la présentation de données structurées (résultats, etc.).
- Les appels de note de bas de page (petits chiffres en exposant, introduits par l'outil «  Source ») sont à placer entre la fin de phrase et le point final[comme ça].
- Les liens internes (vers d'autres articles de Wikipédia) sont à choisir avec parcimonie. Créez des liens vers des articles approfondissant le sujet. Les termes génériques sans rapport avec le sujet sont à éviter, ainsi que les répétitions de liens vers un même terme.
- Les liens externes sont à placer uniquement dans une section « Liens externes », à la fin de l'article. Ces liens sont à choisir avec parcimonie suivant les règles définies. Si un lien sert de source à l'article, son insertion dans le texte est à faire par les notes de bas de page.
- La présentation des références doit suivre les conventions bibliographiques. Il est recommandé d'utiliser les modèles {{Ouvrage}}, {{Chapitre}}, {{Article}}, {{Lien web}} et/ou {{Bibliographie}}. Le mode d'édition visuel peut mettre en forme automatiquement les références.
- Insérer une infobox (cadre d'informations à droite) n'est pas obligatoire pour parachever la mise en page.

Pour une aide détaillée, merci de consulter Aide:Wikification.
Si vous pensez que ces points ont été résolus, vous pouvez retirer ce bandeau et améliorer la mise en forme d'un autre article.
Jean Mouzat (en occitan Joan Mouzat), né le 24 novembre 1905 à Tulle en Corrèze et mort le 4 janvier 1986 à Saint-Germain-en-Laye dans les Yvelines, est un auteur limousin de langue occitane et française.

## Biographie

### Enfance
Il est le fils de Guillaume Mouzat, horticulteur, et d'Antoinette Buge.
Son enfance se passe sans heurt, 24 rue Anne-Vialle, à Tulle. Il reçoit une éducation traditionnelle.
Sa grand-mère paternelle, Marie Combes, dite Míeta, l’initie à la langue occitane, mais il l'entend également beaucoup dans les rues. Il passe toute sa scolarité à Tulle, dans des établissements publics.
Finalement, il ne reste que peu de temps dans sa ville natale où il ne revient que pour les vacances.

### Formation
Il obtient son baccalauréat en 1921 et son certificat d’études de littérature classique l’année suivante. C’est un bon élève avec un goût pour les voyages.
Ensuite, à la faculté de lettres de l’université de Toulouse, il obtient un certificat d'études supérieures d’Anglais en 1925 et devient alors licencié d'Anglais. En 1927, il prépare un certificat d'études supérieures de langue et littérature méridionales avec Joseph Anglade comme professeur.
C’est devant lui que Jean Mouzat présente le 17 juin 1927  son mémoire sur Les légendes arthuriennes dans la poésie de Morris, Swinburne, Tennysson...

### Carrière professionnelle dans le secondaire
Au cours de sa vie, Jean Mouzat exerce plusieurs métiers. Alors qu'il est encore étudiant, il travaille comme maître d'internat entre 1922 (à Gaillac, Pamiers et Foix) et 1925 (à Montauban et Toulouse). Après avoir obtenu ses diplômes, Jean Mouzat est promu professeur délégué d'anglais à Sillé-le-Guillaume, dans la Sarthe, de 1925 à 1926. Puis, en 1926 et 1927, il enseigne à Revel, dans la Haute-Garonne, ce qui lui permet de revenir dans le Midi de la France.
De 1930 à la fin de 1931, Jean Mouzat effectue son service militaire obligatoire. Il devient Caporal-chef. Après avoir terminé son service militaire, il recherche une affectation dans l'enseignement. En 1932, il est délégué pour l'enseignement de l'anglais au lycée de Lons-le-Saunier, dans le Jura, où il reste jusqu'en 1939.
Il est reçu agrégé d'anglais au concours de 1938. Le 7 juillet 1939, il est nommé au lycée Ampère à Lyon.
Au moment de la Seconde Guerre mondiale, il est appelé du 3 avril 1939 jusqu'au 30 juillet 1940 avec le grade de sergent d'infanterie. Il revient ensuite à son enseignement à Ampère, puis au lycée Janson-de-Sailly, à Paris, en 1946.
D'aucuns l'estiment très bon professeur. Paul Dottin, son directeur de diplôme d'étude supérieure dit qu'il possède une « vraie expérience de l'enseignement » et un collègue de Janson-de-Sailly disait que Jean Mouzat « sait intéresser les apprenants et les amener à s'exprimer en langue étrangère ».
Il caresse un temps un projet sur Gaucelm Faidit à l'Institut d'études provençales de la Sorbonne

### Carrière professionnelle dans le supérieur
Le parcours professionnel de Jean Mouzat est très diversifié. Dans un premier temps, il anime des conférences en France (Avignon, Paris), en Allemagne (Heidelberg) et à Bruxelles entre 1962 et 1966. Il rend notamment un hommage à Albert Pestour avec une conférence le 10 février 1964. Parallèlement, il participe à l'élaboration de nombreuses revues telles que la revue OC (de 1941 jusqu'à 1976). Il enseigne à l'université du Minnesota (Minneapolis, 1966-1967), puis à Besançon comme maître de conférences (1967). Pour finir, il est affecté à la faculté de lettres et sciences humaines de Limoges (1968). En 1969, il est élu président de la Société de Lettres, Sciences et Arts de Corrèze. Peu de temps après, sa femme meurt, le 21 novembre. Puis, il part à la retraite la même année, à 65 ans, et déménage de Limoges à Collonges. En 1973, il crée La Clau Lemosina, une revue qui met en valeur la langue et la culture occitane du limousin. Il tombe malade et meurt le 4 janvier 1986.

## Principales œuvres
- 1943 : Apel a la jeunessa Lemozina, avec A. Dubernard, R. Buche, G.-M Pujos, Tulle, Juglard
- 1950 : Dieu metge. Poemas de Jan Mouzat, Toulouse, éd. Oc.
- 1954 : Guilhem Peire de Cazals, troubadour du XIIIe siècle, édition critique et traduction, Paris, Les Belles Lettres, 72 p.
- 1956 : Le troubadour Arnaut de Tintinhac, éd. crit., trad., Tulle, Ogier, 34 p.
- 1958 : « Les poèmes perdus d’Eble II, vicomte de Ventadorn », in Actes du IIe Congrès international de langue et littérature d’oc, Aix-en-Provence, 14p.
- 1961: « La « cort de leials amadors » et le « dreit d’amor » de Gaucelm Faidit », in Actes du IIIe Congrès de langue et littérature d’oc, Bordeaux.
- 1963 : La charte de Meymac 1265, texte latin médiéval inédit, trad. et notes sur les termes de langue d’Oc, Tulle, éd. Ogier, 30 p.
- 1965 : Les poèmes de Gaucelm Faidit, Troubadour du XIIe siècle, édition critique, Paris, A. G. Nizet
- 1967 : « La langue de l’amour courtois chez le troubadour Arnaut de Tintinhac », in Mélanges à la mémoire d’Istvan Franck, Sarrebruck, univ. Saarlandes, 6 p.
- 1971 : De Ventadour à Barjols : les troubadours limousins en Provence entre 1150 et 1250, Mélanges de philologie romane dédiés à la mémoire de Jean Boutière, Liège, éd. Soledi.
- 1981 : « La littérature : les Troubadours » in Histoire du Limousin et de la Marche Limousine, Joseph Nouaillac, Nancy Charles-Lavauzelle et Compagnie Éditeurs 143-156pp.
- in "Gaucelm FAIDIT", Lemouzi 206
  - Le troubadour Gaucelm Faidit et son temps (XIIe siècle), avant-propos de Robert Joudoux, plan de l'ouvrage, dédicace. Section I - Biographie inédite : document anciens, classement des écrits divers.
- in "Langue limousine et traditions", Lemouzi 210, juin 2014
  - Le troubadour Gaucelm Faidit et son temps (XIIe siècle), Texte établi et présenté par Robert JOUDOUX. Le mariage de G.F à Alès ? Et sa présence dans l'obituaire de Solignac... La Vida de G.F. (texte et traduction). Différents récits : les Razos B à F ; Jehan de Nostredame ; Étienne Baluze ; l'abbé Millot ; Émeric David
- in "Langue limousine et traditions", Lemouzi 212, décembre 2014
  - Le troubadour Gaucelm Faidit et son temps (XIIe siècle), Texte établi et présenté par Robert JOUDOUX. De Ventadorn à Barjols, Les troubadours limousins en Provence (1150-1250). Gaucelm Faidit à Paris? Blanchefleur...
- in "Lettres et traditions", Lemouzi 216, décembre 2015
  - Òda a Catalogne (extraits), texte limousin et traduction française
  - Le troubadour Gaucelm Faidit et son temps (XIIe siècle), section II, Genèse du personnage... Texte établi et présenté par Robert JOUDOUX, ainsi que les annexes (vocabulaore courtois) et II (Les Feydidies d'Allassac et de Vigeois, Les Jaudoux)
- In "Œuvres poétiques limousines et occitanes de Jean Mouzat", Lemouzi 152-153.
  - Chançons de davant lo jorn (1926)
  - L'òrt sur lo Pueg (1934)
  - Color del temps (1938)
  - Dieu metge (1950)
  - Dieu metge novel : amor novel, metge totjorn (1927-1950)
  - Javela (1964)
  - Marinas (1964)
  - Ai ! Lemosin ! (1943-1975)
  - Planhs e pregieiras (1960 - après 1973)
  - Nocturns (1940-1962)
  - L'aubre e la luna (1922-1972)
  - Jòi (1958-1967)
  - Occitania. Seguida occitania. Viatge (1940-1972)
  - Amor totjorn ! (1943-1972)

## Mentions
- «Les influences du Trobar dans l'oeuvre poétique de Jean Mouzat» par Gilles Dazas in Les Troubadours dans le texte occitan du XXe siècle - Sous la direction de Marie-Jeanne Verny,  Classiques Garnier, 2015 121-137pp.
- « Jean MOUZAT, ou la quête du Limousin perdu » (1907-1986),  par Robert Joudoux in Lemouzi 109 - janvier 1989
- « Jean MOUZAT (1907-1986), Universitaire et Limousin », par Paul Faige in Lemouzi 98 - avril 1986

## Pour approfondir